# KRS-One
KRS-One, właśc. Lawrence Krishna Parker (ur. 20 sierpnia 1965 w Nowym Jorku) – amerykański raper i producent muzyczny. Jego pseudonim jest akronimem "Knowledge Reigns Supreme Over Nearly Everyone" (Wiedza Panuje Niepodzielnie Niemal Nad Wszystkimi).

## Wczesne lata
Urodził się w 1965 roku na Brooklynie w Nowym Jorku. Dorastał na Południowym Bronksie. Jako nastolatek Parker żył na ulicy, gdzie poznał krysznaitów. Często z nimi przebywał, między innymi razem z nimi rozdawał jedzenie bezdomnym. Z tego powodu nadano mu przydomek Krisna (Kryszna, które zdrobniono do Kris). Jako writer Krisna podpisywał się KRS. Z czasem wielu zaczęło powielać jego tag, więc do swojego przydomka dodał ONE, aby odróżnić się od reszty a także zaznaczyć, że jest niepowtarzalny; stąd wziął się KRS-One, przydomek, który później stał się akronimem: "Knowledge Reigns Supreme Over Nearly Everyone" (Wiedza Panuje Niepodzielnie Niemal Nad Wszystkimi).

## Boogie Down Productions
W 1986 wraz z DjJ-em Scottem La Rock założył grupę Boogie Down Productions. Boogie Down w nowojorskim slangu oznacza Bronx. Nazwę grupy przetłumaczyć można jako Produkcje (z) Bronxu. Pierwszy album BDP Criminal Minded został wydany w 1987 roku. Płyta składa się z ciężkich, opartych na reggae i rocku beatów Scotta La Rock, oraz rozbudowanych rymów KRS. Tematyka tego albumu dotyczy życia na ulicy i kultury hip-hop. Scott LaRock został zamordowany wkrótce po wydaniu Criminal Minded. Śmierć DJ-a stała się punktem zwrotnym w twórczości KRS-One. Na następnej płycie By All Means Necessary (Nazwa i okładka ablumu nawiązują do Malcolma X) KRS rapuje głównie o sprawach społeczno politycznych.

## Styl
KRS-One znany jest przede wszystkim jako Nauczyciel (The Teacha). Sposób w jaki przekazuje swoje teksty zbliżony jest do kazania, lub do wykładu na uczelni. Tematy poruszane przez KRS-ONE dotykają przeróżnej tematyki. Można wymienić tu na przykład: kondycję kultury hip-hop (MC's Act Like They Dont Know), przemoc we wspólnocie czarnych w USA (Squash All Beef), tożsamość (House Niggas), historia Afryki oraz Afro-amerykanów, wegetarianizm (My Philosophy, Beef), brutalność policji, ulica (Bo, Bo, Bo), system edukacji (You Must Learn), cenzura, więźniowie polityczni (Free Mumia), komercja, religia (The Truth), graffiti (Out For Fame), prawda, rasizm, seksizm oraz wieczność. Wielokrotnie wykładał na uczelniach w USA. KRS uważany jest także za jednego z prekursorów gatunku gangsta rap z racji pierwszej płyty Boogie Down Productions Criminal Minded. Jest aktywny na scenie od lat osiemdziesiątych. Cały czas podkreśla, że jest wierny podziemiu. Nie osiągnął sukcesu komercyjnego z jednej strony, z drugiej natomiast ma oddanych fanów na całym świecie oraz szacunek artystów udzielających się w mainstreamie i tych, którzy tworzą w tak zwanym podziemiu.

## Dyskografia
Albumy solowe
- Return of the Boom Bap (1993)
- KRS-One (1995)
- I Got Next (1997)
- The Sneak Attack (2001)

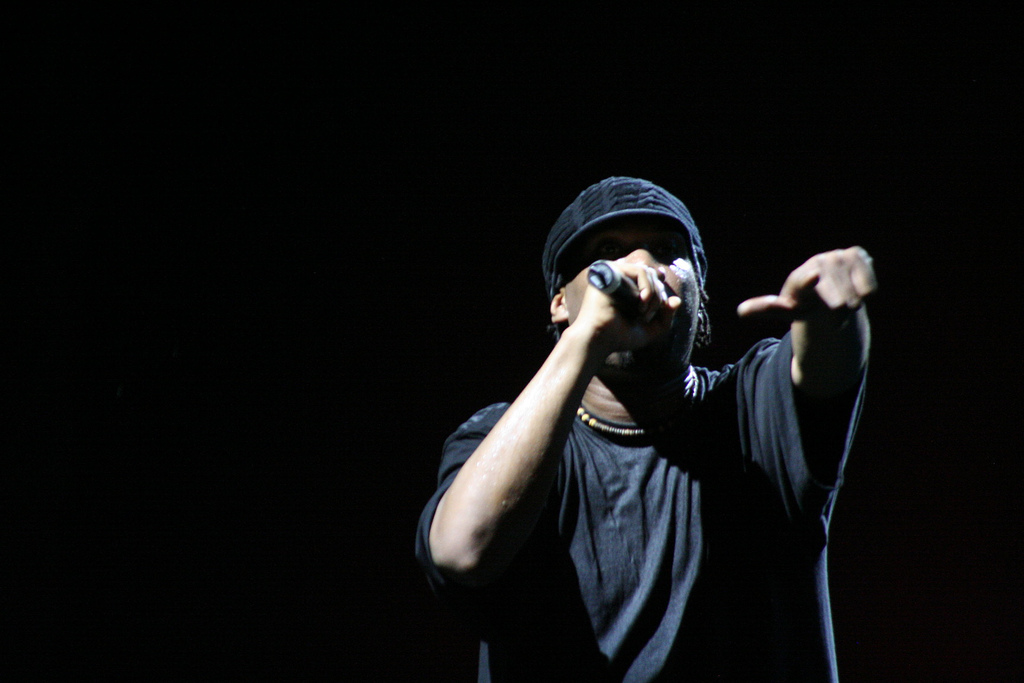
KRS-One podczas koncertu w 2007

- Strickly for Da Breakdancers & Emceez (2001)
- Spiritual Minded (2002)
- The Mix Tape (2002)
- Kristyles (2003)
- D.I.G.I.T.A.L. (2003)
- Keep Right (2004)
- Life (2006)
- Adventures in Emceein (2008)
- Maximum Strength (2008)
- Back to the L.A.B. (2010)
- The BDP Album (2012)
- Never Forget (2013)
- The World is Mind (2017)
- Street Light (First Edition) (2019)
- Between Da Protests (2020)
- I M A M C R U 1 2 (2022)

Współpraca
- Hip Hop Lives (oraz Marley Marl, 2007)
- Survival Skills (oraz Buckshot, 2009)
- The Just-Ice and KRS-One EP Volume #1 (oraz Just-Ice, 2010)
- Meta-Historical (oraz True Master, 2010)
- Godsville (oraz Showbiz, 2011)
- Royalty Check (oraz Bumpy Knuckles, 2011)

Kompilacje
- Live Hardcore Worldwide (1991)
- Man & His Music (Remixes from Around the World) (1997)
- A Retrospective (2000)
- Best of B-Boy Records (2001)
- Prophets vs. Profits (2005)

Występy gościnne
- "Clobberin' Time/Pay The Price" Sick Of It All Blood, Sweat, And No Tears (1989)
- "Evil That Men Do" by Queen Latifah All Hail the Queen (1989)
- "Radio Song" R.E.M. Out of Time (1991)
- "Good Kill" Too Much Joy Cereal Killers (1991)
- "The Jam" Shabba Ranks (1991)
- "Rough..." Queen Latifah Black Reign (1993)
- "East Coast-West Coast Killas" Dr. Dre Dr. Dre Presents...The Aftermath (1996)
- "DIGITAL" Goldie Saturnzreturn (1998)
- "Drop It Heavy" Show & AG, Big Pun, KRS-ONE z albumu Full Scale (1998)
- "C.I.A. (Criminals In Action)" Zack de la Rocha, KRS-ONE, The Last Emperor Lyricist Lounge Vol. 1 (1999)
- "B-Boy 2000" Crazy Town The Gift Of Game(1999)
- "Live & Direct" Sugar Ray 14:59 (1999)
- "The Anthem" Sway & King Tech gość.: RZA, Tech N9ne, Eminem, Pharoahe Monch, Xzibit, Kool G Rap, Jayo Felony, Chino XL i KRS-ONE (1999)
- "Ocean Within" Saul Williams (Unreleased) (1999)
- "Drop It Heavy" D.I.T.C. ft. KRS-ONE i Big Pun, z albumu D.I.T.C. (2000)
- "Kenny Parker Show 2001" Xzibit Restless (2000)
- "Class of 87" Tony Touch, Big Daddy Kane, Kool G Rap z albumu The Piece Maker (2000)
- "Return of Hip Hop" DJ Tomekk The Return of Hip Hop (2001)
- "U must learn" Snoop Dogg Welcome to tha chuuch mixtape vol.2(2003)
- "GospelAlphaMegaFunkyBoogieDiscoMusic" T-Bone feat. KRS-ONE
- "Let’s Go (It's A Movement)" Warren G, KRS-ONE, Lil' Ai z filmu Beef
- "Bin Laden (Remix)" Immortal Technique
- "Money, Power, Respect" Nas, KRS-ONE, Dead Prez, Slick Rick
- "Pack Up (Remix)" Lyrics Born
- "Our Philosophy" Mr R, Rockin’Squat KRS-ONE (2005)
- "Bin Laden (Remix)" Immortal Technique goścć. Chuck D z Public Enemy (2003)
- "Pack Up (Remix)" Lyrics Born, Evidence, Jumbo the Garbageman (Lifesavas) i KRS-ONE
- "Our Philosophy" Mr. R, Rockin’ Squat i KRS-ONE (2005)
- "Speak the Truth" X-Clan (produkcja: Jake One) z albumu Return From Mecca (2006)
- "Classic (DJ Premier Nike Remix)" Kanye West, Nas, Rakim (2007)
- "Exodus" Noisia & Mayhem, (2007)
- "Make it Happen" Elemental Emcee i DJ Klever (2007)
- "The Perfect Beat" Talib Kweli z płyty "Eardrum" (2007)
- "The DJ" DJ Revolution z albumu "King Of The Decks" (2008)
- "To nie jest hip-hop" Quebonafide z płyty "Egzotyka"
- "Never forget" asthma z albumu "Manifest" (2021)

Ponadto ukazało się wydawnictwo zatytułowane The Power of Future, na które składa się siedem lekcji magii (m.in. medytacja, rekonstrukcja tożsamości, zmysły astralne).

## Filmografia
- "I’m Gonna Git You Sucka" (1988)
- "Who’s the Man?" (1993)
- "SUBWAYstories: Tales from the Underground" (1997)
- "Rhyme & Reason" (1997)
- "Boricua's Bond" (2000)
- "The Freshest Kids" (2002)
- "2Pac 4 Ever" (2003)
- "Beef" (2003)
- "Hip-Hop Babylon 2" (2003)
- "Soundz of Spirit" (2003)
- "5 Sides of a Coin" (2003)
- "War On Wax: Rivalries In Hip-Hop (2004)
- "The MC: Why We Do It" (2004)
- "Beef 2" (2004)
- "And You Don’t Stop: 30 Years of Hip-Hop" (2004)
- "Hip-Hop Honors" (2004)
- "Keep Right DVD" (2004)
- "Zoom prout prout" (2005)
- "A Letter to the President" (2006)
- "Good Hair" (2009)

## Koncerty w Polsce
- 4 czerwca 2006, Warszawa, klub The Fresh[3].
- 26 lipca 2013, Katowice, w Mega Clubie[4].
- 27 lipca 2013, Gdańsk, na festiwalu Gdańsk Dźwiga Muzę[4].
- 28 czerwca 2014, Wrocław, Stadion, na RACEISM International Stance Fest[potrzebny przypis]
- 28 sierpnia 2016, Szczecin, Rotunda Północna[5]